# Palagruppe
Die Palagruppe (italienisch Pale di San Martino oder Gruppo delle Pale) ist eine Dolomitengruppe im Grenzgebiet der italienischen Provinzen Belluno und Trient. Die Trentiner Teile der Gruppe gehören zum Parco Naturale Paneveggio – Pale di San Martino. Seit 2009 ist die Palagruppe Teil des UNESCO-Welterbes Dolomiten.

## Lage
Die Palagruppe liegt zwischen den Tälern des Biois im Norden, des Cordevole im Osten und des Cismon im Südwesten (Primör), im Nordwesten liegt der Passo Rolle, im Norden der Vallespass und südöstlich der Passo Cereda.

## Charakteristik
Die Palagruppe ist ein Klettergebiet mit bekannten Kletterbergen, die Gipfel reichen über die Dreitausendermarke. Schroffe Felsgipfel wie der Cimon della Pala kontrastieren mit der ausgedehnten Hochfläche des Altopiano delle Pale. Der Dolomiten-Höhenweg Nr. 2 durchquert die Pala von Nord nach Süd vom Vallespass zum Passo Cereda. Einige der bekanntesten Klettersteige der Dolomiten finden sich in der Pala, wie z. B. die Via Ferrata Bolver-Lugli oder die Via Ferrata Stella Alpina (Monte Agnèr). Der Ring um die Pala di San Martino umrundet die zentrale Pala vom Rif. Rosetta über den Passo di Ball zum Rif. Pradidali und zurück über den Passo Pradidali und den Altopiano delle Pale.
Von San Martino di Castrozza führt eine Seilbahn in zwei Sektionen auf die Schulter der Cima Rosetta. Der Ort ist auch als Wintersportort bekannt.

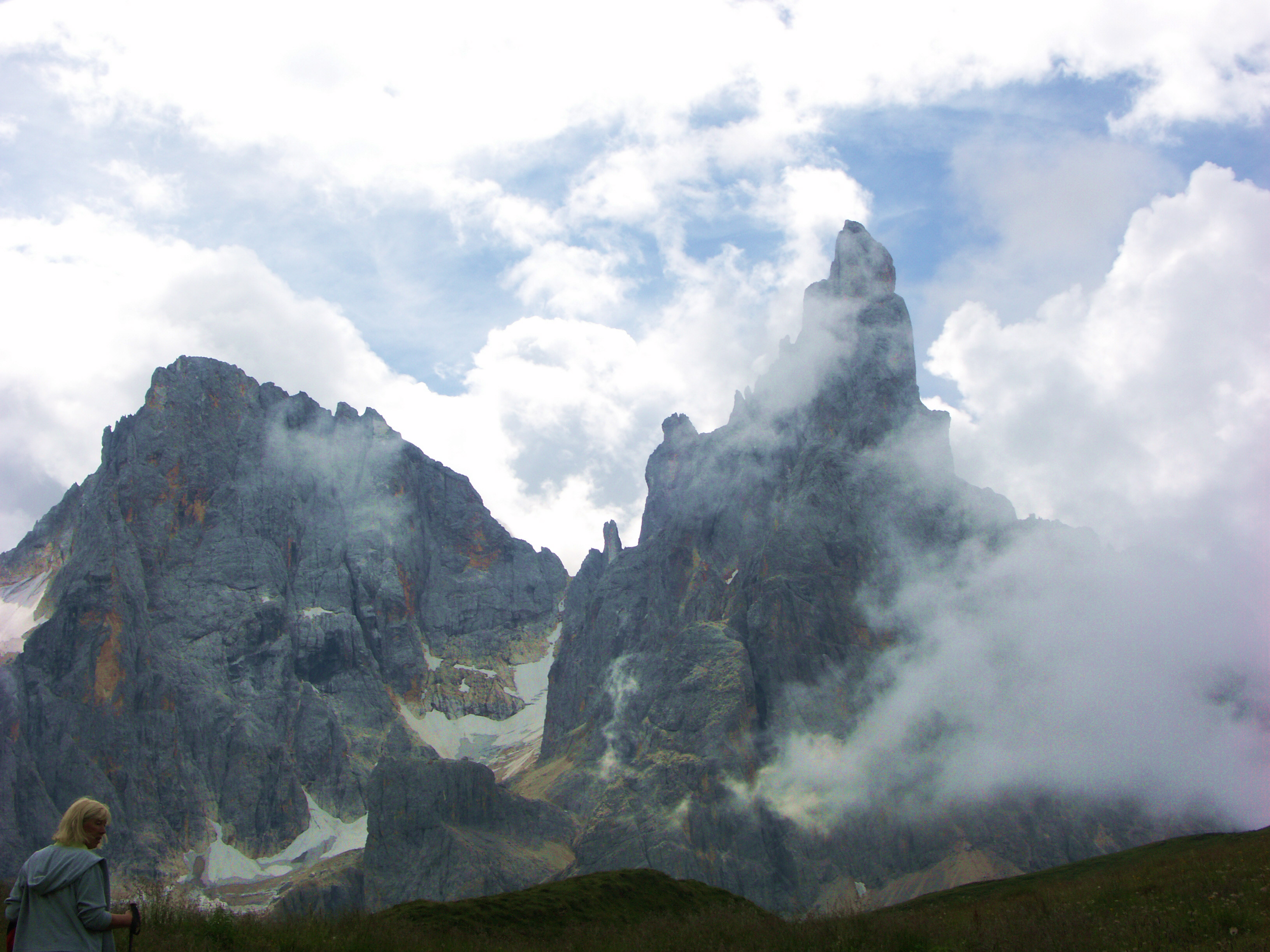
Links: Cima di Vezzana und rechts: Cimon della Pala vom Passo Rolle aus gesehen

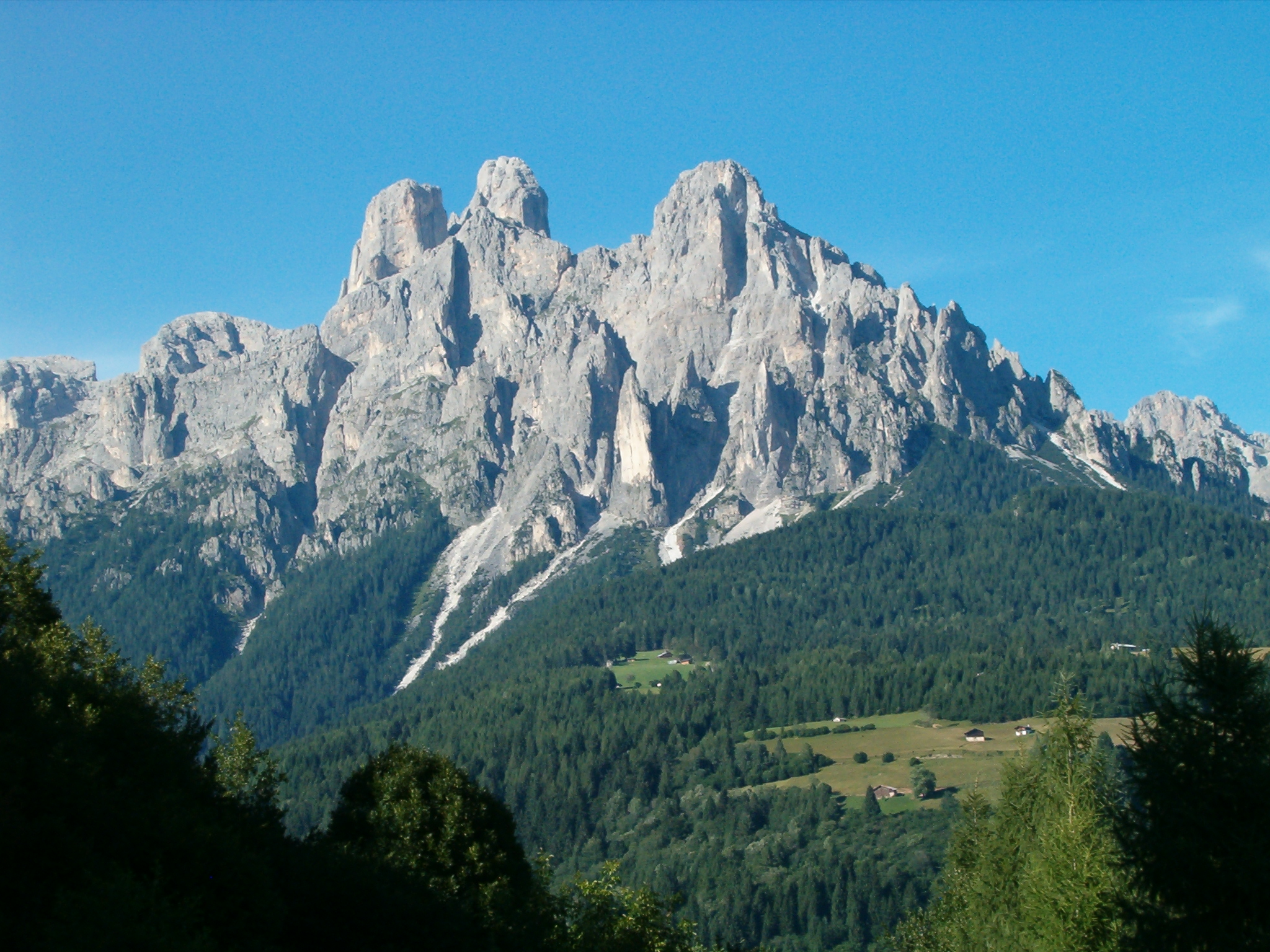
Sass Maor und Cima della Madonna, rechts Cima Cimerlo, von Süden

## Bekannte Gipfel
- Cima di Vezzana (3192 m) – höchste Erhebung der Pala
- Cimon della Pala (3184 m) – das „Matterhorn der Dolomiten“ (berühmter Blick vom Rollepass)
- Cima Bureloni (3132 m)
- Cima Canali (2897 m)
- Pala di San Martino (2987 m)
- Cima Fradusta (2939 m) – mit kleinem Gletscher, ohne Kletterei ersteigbar
- Cima Wilma (2782 m)
- Monte Mulaz (2906 m) – im Nordteil der Pala, ohne Kletterei erreichbar
- Monte Agnèr (2871 m) – berühmt für seine Nordkante (mit 1500 m Höhenunterschied die höchste Kletterroute der Dolomiten)
- Sass Maor (2814 m) – Kletterberg
- Cima della Madonna (2733 m) – berühmte Kletterrouten („Schleierkante“)
- Cima della Rosetta (2743 m) – mittels Seilbahn von San Martino di Castrozza leicht erreichbar

## Hütten
- Rifugio Mulaz (2571 m, CAI) – im Nordteil der Pala
- Rifugio Rosetta (auch Rif. Pedrotti), 2578 m, (S.A.T.) – unweit der Bergstation der Seilbahn von San Martino di Castrozza
- Rifugio Pradidali (2278 m, CAI) – in sehr eindrucksvoller Lage im Süden der Pala
- Rifugio Treviso (1631 m, CAI) – im hintersten Val Canali im Südteil der Pala
- Rifugio Velo della Madonna (2358 m, S.A.T.) – Standquartier für die Kletterberge Sass Maor und Cima della Madonna
- Baita Segantini (2174 m, privat) und Capanna Cervino (2140 m, privat) – im Bereich des Passo Rolle

## Bedeutende Talorte
- Agordo
- Canale d’Agordo
- Falcade
- Fiera di Primiero
- San Martino di Castrozza
- Taibon Agordino